# Macellicephaloides verrucosa
Macellicephaloides verrucosa är en ringmaskart som beskrevs av Uschakov 1955. Macellicephaloides verrucosa ingår i släktet Macellicephaloides och familjen Polynoidae. Inga underarter finns listade i Catalogue of Life.